# 东敦刻尔克
东敦刻尔克（荷蘭語：Oostduinkerke，荷蘭語發音：[ˌoːstˈdœy̯ŋkɛrkə]，法語發音：[ɔstdœ̃kɛʁk]）是比利时弗拉芒大區西佛兰德省的一个村庄。东敦刻尔克原为一独立市镇，1977年，东敦刻尔克并入市镇科克赛德。